# Cronologia istoriei românilor
Această listă tabelară cuprinde un șir de evenimente istorice importante din istoria românilor.

## Secolul V î.Hr.
| An              | Dată | Poză | Informație |
| --------------- | ---- | ---- | --- |
| 440 î.Hr.       |      |      | Lucrarea Istorii a lui Herodot este prima care îi menționează pe geți și daci ca locuind regiunea care corespunde teritoriului României de azi. |
| Secolul V î.Hr. |      |      | Charnabon, rege poate mitic, domnea peste geți conform lucrării Triptolem a lui Sofocle.                                                        |
| Secolul V î.Hr. |      |      | Coiful de la Peretu. |
| Secolul V î.Hr. |      |      | Coiful de la Agighiol. |

## Secolul IV î.Hr.
| An               | Dată | Poză                         | Informație                                                                                     |
| ---------------- | ---- | ---------------------------- | ---------------------------------------------------------------------------------------------- |
| 339 î.Hr.        |      |                              | Rex Histrianorum, care domnea peste Histria, e menționat de către Trogus Pompeius și Justinus. |
| Secolul IV î.Hr. |      | Golden Helmet of Coţofeneşti | Coiful dacic de la Coțofenești.                                                                |
| Secolul IV î.Hr. |      | Helmet of Iron Gates         | Coiful dacic de la Porțile de Fier.                                                            |
| Secolul IV î.Hr. |      |                              | Coiful dacic de la Făcău-Bulbucata.                                                            |
| Secolul IV î.Hr. |      |                              | Regele dac Cothelas, este tată al Medei din Odessa.                                            |
| Secolul IV î.Hr. |      |                              | Coiful de la Ciumești.                                                                         |

## Secolul III î.Hr.
| An                | Dată | Poză | Informație                                                    |
| ----------------- | ---- | ---- | ------------------------------------------------------------- |
| 292 î.Hr.         |      |      | Regele dac Dromihete îl capturează pe regele trac Lysimachus. |
| Secolul III î.Hr. |      |      | Regele dac Dual.                                              |
| Secolul III î.Hr. |      |      | Regele Dromihete domnea pe ambele părți ale Dunării.          |
| Secolul III î.Hr. |      |      | Regele Moskon domnea în partea de nord a Dobrogei.            |

## Secolul II î.Hr.
| An        | Dată | Poză | Informație                                                                             |
| --------- | ---- | ---- | -------------------------------------------------------------------------------------- |
| 200 î.Hr. |      |      | Căpetenia tracilor Zoltes este menționat ca dușman al cetăților grecești din Dobrogea. |
| 200 î.Hr. |      |      | Regatul Daciei era condus de către regele Oroles.                                      |
| 200 î.Hr. |      |      | Căpetenia Zalmodegikos domnea în Histria.                                              |
| 200 î.Hr. |      |      | Regele get Rhemaxos proteja coloniile grecești din Dobrogea.                           |
| 168 î.Hr. |      |      | Regele Rubobostes domnea în Transilvania.                                              |

## Secolul I î.Hr.
| An                              | Dată | Poză | Informație                                                       |
| ------------------------------- | ---- | ---- | ---------------------------------------------------------------- |
| Secolul I î.Hr.                 |      |      | Regele Dicomes conducea regatul Daciei.                          |
| Secolul I î.Hr.                 |      |      | Regele Roles domnea în Dobrogea.                                 |
| Secolul I î.Hr.                 |      |      | Regele Dapyx domnea în Dobrogea.                                 |
| 82-44 î.Hr.                     |      |      | Regele Burebista conducea regatul Daciei.                        |
| 44-27 î.Hr.                     |      |      | Deceneu este înalt preot al Daciei.                              |
| 29-27 î.Hr.                     |      |      | Regele Zyraxes domnea în nordul și nord-vestul Dobrogei.         |
| 40-9 î.Hr.                      |      |      | Regele Cotiso domnea în Banat și Oltenia.                        |
| 9 î.Hr.-30 d.Hr.                |      |      | Regele Comosicus conducea Dacia.                                 |
| Secolul I î.Hr.-Secolul I d.Hr. |      |      | Regele dac Thiamarcos (inscripție "Basileys Thiamarkos epoiei"). |

## Secolul I
| An                              | Dată | Poză | Informație |
| ------------------------------- | ---- | ---- | --- |
| Secolul I î.Hr.-Secolul I d.Hr. |      |      | Regele dac Thiamarcos (inscripție "Basileys Thiamarkos epoiei"). |
| 9 î.Hr.-30 d.Hr.                |      |      | Regele Comosicus conducea regatul Daciei. |
| cca. 30-70                      |      |      | Regele Scorilo conducea regatul Daciei. |
| 68-87                           |      |      | Regele Duras conducea regatul Daciei. |
| 86-88                           |      |      | Împăratul roman Domițian pierde războiul cu Dacia. |
| 87-106                          |      |      | Regele Decebal conducea regatul Daciei. |
| Secolul I                       |      |      | Poetul roman Publius Ovidius Naso menționează lucrări pierdute ca de exemplu un Epithalamium, un cântec funebru, și chiar și o versiune în limba dacă, toate acestea fiind lucrări pierdute. |

## Secolul II
| An         | Dată | Poză | Informație |
| ---------- | ---- | ---- | --- |
| 101-102    |      |      | Împăratul roman Traian declară Primul Război Daco-Roman împotriva Daciei, care se termină cu un tratat de pace nefavorabil romanilor semnat de către regele dac Decebal.                                                             |
| 105-106    |      |      | Pacea este ruptă, regele dac Decebal pierde Al Doilea Război Daco-Roman, iar partea de sud-vest a Daciei devine provincie romană. |
| 106        |      |      | Împăratul roman Traian primește titlul de Dacicus Maximus după ce a câștigat Al Doilea Război Daco-Roman. |
| 118        |      |      | Împăratul roman Hadrian primește titlul de Dacicus Maximus după ce a câștigat o bătălie împotriva dacilor liberi. |
| 157        |      |      | Împăratul roman Antoninus Pius primește titlul de Dacicus Maximus după ce a câștigat o bătălie împotriva dacilor liberi. |
| 170/171    |      |      | Tribul costobocilor invadează teritoriul roman. Neîntâlnind multă opunere, au cotropit și jefuit provinciile Moesia Inferior, Moesia Superior, Tracia (provincie romană), Macedonia (provincie romană) și Achaia (provincie romană). |
| Secolul II |      |      | Pieporus este rege al costobocilor. |
| Secolul II |      |      | Conducătorul tribal Tarbus este menționat de către Dio Cassius fără a îi fi specificată originea. Unii autori consideră că acesta era de origine dacă.                                                                               |

## Secolul III
| An      | Dată | Poză | Informație |
| ------- | ---- | ---- | --- |
| 236     |      |      | Împăratul roman Maximinus I primește titlul de Dacicus Maximus după ce a câștigat o bătălie împotriva dacilor liberi.                |
| 247     |      |      | Împăratul roman Filip Arabul primește titlul de Carpicus Maximus după ce a câștigat o bătălie împotriva carpilor.                    |
| 249     |      |      | Împăratul roman Decius câștigă o bătălie împotriva dacilor liberi și primește titlul de Dacicus Maximus.                             |
| 251     |      |      | Împăratul roman Decius câștigă încă o bătălie împotriva dacilor liberi invadatori și primește titlul de Dacicus Maximus.             |
| 256     |      |      | Împăratul roman Gallienus primește titlul de Dacicus Maximus după ce a câștigat o bătălie împotriva dacilor liberi.                  |
| 257     |      |      | Împăratul roman Gallienus primește un alt titlu de Dacicus Maximus după ce a câștigat o altă bătălie împotriva dacilor liberi.       |
| 260     |      |      | După ce împăratul roman Valerian a fost capturat, generalul dac Regalianus devine împărat roman timp de o scurtă durată.             |
| 272     |      |      | Împăratul roman Aurelianus primește titlul de Carpicus Maximus după ce a câștigat o bătălie împotriva carpilor.                      |
| 275     |      |      | Împăratul roman Aurelianus primește titlul de Dacicus Maximus după ce a câștigat o bătălie împotriva dacilor liberi.                 |
| 271-275 |      |      | Retragerea Aureliană are loc sub conducerea împăratului Aurelianus după 169 de ani de colonizare.                                    |
| 296-305 |      |      | Dioclețian, Galerius și alți tetrarhi romani au primit titlul de Carpicus Maximus datorită câștigării de bătălii împotriva carpilor. |

## Secolul IV
| An         | Dată | Poză | Informație |
| ---------- | ---- | ---- | --- |
| 296-305    |      |      | Dioclețian, Galerius și alți tetrarhi romani au primit titlul de Carpicus Maximus datorită câștigării de bătălii împotriva carpilor. |
| 305-311    |      |      | Împăratul roman Galerius primește șase titluri de Carpicus Maximus după ce învinge în șase bătălii împotriva carpilor. |
| 317        |      |      | Împăratului roman Constantin cel Mare îi este dat titlul de Carpicus Maximus după ce a câștigat o bătălie împotriva carpilor. |
| 245-325    |      |      | Filozoful neoplatonist Iamblichus menționează în lucrarea Viața lui Pitagora că Zalmoxe a scris legi pentru geți. |
| 336        |      |      | Împăratului roman Constantin cel Mare îi este dat titlul de Dacicus Maximus după ce a câștigat o bătălie împotriva dacilor liberi. |
| 353-378    |      |      | Ammianus Marcellinus, în lucrarea Res Gestae îi menționează de două ori pe carpi ca fiind așezați în interiorul Imperiului Roman. |
| 381        |      |      | Cronicarul bizantin Zosimos menționează în lucrarea Historia Nova o invazie peste Dunăre de către o coaliție a hunilor, scirilor și ceea ce el numește carpodaci, învinși de către împăratul Teodosiu I.                                                                  |
| Secolul IV |      |      | Tabula Peutingeriana menționează 88 de localități, numele a cărora erau dacice la momentul creării acesteia deoarece conțin sufixul -dava. Douăzeci dintre acestea sunt locuite și azi, iar șase dintre ele păstrează același nume, sau conțin o parte a numelui inițial. |

## Secolul V
| Anul | Data | Poză | Informație |
| ---- | ---- | ---- | --- |
| 450  |      |      | Un grup de vlahi, conduși de către Blachernos părăsește Dobrogea pentru a trăi lângă zidurile Constantinopolului și a clădi așezarea Blachernae. |
| 466  |      |      | Aethicus Ister din Histria în Dobrogea termină înconjurul lumii.                                                                                 |

## Secolul VI
| Anul       | Data | Poză | Informație |
| ---------- | ---- | ---- | --- |
| 587        |      |      | Prima consemnare a vorbirii unei limbi romanice în sud-estul Europei: un soldat bizantin, nativ al Tracia, a strigat către un alt soldat "torna, torna fratre" ("întoarce-te, întoarce-te frate") în timpul unei campanii bizantine împotriva avarilor care invadau peninsula balcanică. |
| Secolul VI |      |      | Procopius din Cezareea menționează așezări cu numele de Skeptekasas (Șapte Case), Burgulatu (Oraș Lat), Loupofantana (Fântâna Lupului) și Gemellomountes (Munți Gemeni). |
| Secolul VI |      |      | A 9-a ediție a Enciclopediei Britanice, XXIV menționează utilizarea cuvântului "sculca", însemnând "scoală din pat". Aceasta menționează o expediție împotriva Avarilor și Slovenilor.                                                                                                   |

## Secolul VII
| Anul        | Data | Poză | Informație |
| ----------- | ---- | ---- | --- |
| 610-641     |      |      | În timpul regatului lui Heraclius, refugiați din Pannonia, Dacia, și Dardania s-au refugiat în Salonic.                            |
| Secolul VII |      |      | Ananias din Shirak, geograf armean, menționează "marea țară a Daciei" ca fiind locuită de către slavi care formau "25 de triburi". |

## Secolul VIII
| Anul         | Data | Poză | Informație |
| ------------ | ---- | ---- | --- |
| Secolul VIII |      |      | Cimitire tip crematoriu din grupul "Nușfalau-Someșeni" au fost descoperite în nordul Transilvaniei împreună cu tumuli din secolele opt și nouă.                                 |
| Secolul VIII |      |      | Paganus și Sabinus sunt menționați ca fiind conducători furnizați de către populația războinică "rouman-ă" care era incorporată în regatul Bulgar care era la putere pe atunci. |

## Secolul IX
| Anul       | Data | Poză | Informație |
| ---------- | ---- | ---- | --- |
| 824        |      |      | A patra secțiune a Analelor Roiale Franceze îi menționează pe obotrizi, cunoscuți și ca praedenecenti, care trăiesc în Dacia de lângă Dunăre și sunt chemați să vină imediat. |
| Secolul IX |      |      | Vase fine, gri, au fost descoperite în cimitirele "Blandiana A" din secolul nouă în zona Alba-Iulia, care sunt considerate ca fiind o "enclavă culturală" din Transilvania. În apropierea acestor cimitire există necropole cu morminte de orientarea west-est din grupul Ciumbrud Accesoriile femeiești din cimitirele Ciumbrud sunt foarte similare cu cele din cimitirele creștine din Bulgaria și Moravia. |

## Secolul X
| Anul      | Data | Poză | Informație |
| --------- | ---- | ---- | --- |
| 943       |      |      | Jupân Dimitrie în Dobrogea. |
| Secolul X |      |      | Conform cronicarului arab Mutahhar al-Maqdisi, "Ei spun că în cartierul turc există kazari, ruși, slavi, "Waladj" (valahi), alani, greci, și multe alte popoare."                             |
| Secolul X |      |      | Unele versiuni ale lucrării De origine actibusque Getarum a lui Iordanes conțin următorul etnonim: „... Sclavini a civitate nova et Sclavino Rumunense et lacu qui appellantur Mursianus...”. |

## Secolul XI
| Anul       | Data | Poză | Informație |
| ---------- | ---- | ---- | --- |
| 1015       |      |      | "Libri III de moribus et actis primorum Normanniae ducum" de către Dudo de Saint-Quentin menționează că Richard I, Duce de Normandia a fost trimis de către tatăl său William Spadă Lungă să învețe limba dacă cu Bothon fiindcă locuitorii orașului Bayeux vorbeau mai multă Dacă decât Romană. |
| 1018/1019  |      |      | Numele "Blökumenn" este menționat într-o sagă nordică în ceea ce privește anumite evenimente care s-au întâmplat în 1018 sau 1019 în partea de nord-vest a Mării Negre. Unii autori consideră că vlahii au fost parte a acestor evenimente.                                                      |
| 1066       |      |      | Scriitorul bizantin Kekaumenos, autor al Strategikon-ului lui Kekaumenos, descrie o răscoală romană (vlahă) din 1066 în partea de nord a Greciei. |
| 1086-1091  |      |      | Formațiuni politice locale din teritoriul Dobrogei: Tatos, Seslav și Satza atestate de Ana Comnena. |
| Secolul XI |      |      | În Gesta Hungarorum sunt consemnate: voievodatul lui Gelu în centrul Transilvaniei, cu centrul la Dăbâca, voievodatul lui Menumorut în Crișana, cu centrul la Biharea și voievodatul lui Glad în Banat cu centrul la Cuvin.                                                                      |

## Secolul XII
| Anul        | Data | Poză | Informație |
| ----------- | ---- | ---- | --- |
| 1164        |      |      | Prințul Andronic Comnenul, fiul împăratului bizantin Ioan al II-lea Comnenul, a fost prins pe fugă de către vlahi când a luat-o pe drumul Galiciei.                                 |
| 1166        |      |      | Istoricul bizantin Ioan Comnenul descrie expediția militară de-a lungul nordului Dunării, unde Vatatzes menționează participarea vlahilor în bătălii împotriva maghiarilor în 1166. |
| 1185        |      |      | Vlahii din Balcani s-au răsculat sub conducerea fraților Petru și Asan împotriva dinastiei bizantine Anghelos. Victoria vlahilor a însemnat formarea statului vlaho-bulgar.         |
| 1197-1207   |      |      | Noul stat a recunoscut în timpul lui Ioniță Caloian autoritatea spirituală a Romei.                                                                                                 |
| Secolul XII |      |      | Beniamin din Tudela al Regatului Navarrei a fost unul dintre primii autori care a folosit cuvântul "vlahi" pentru a descrie o populație ce vorbește o limbă romanică.               |
| Secolul XII |      |      | Vlahii au creat un stat numit România pe teritoriul Bosniei. |

## Secolul XIII
| Anul         | Data | Poză | Informație |
| ------------ | ---- | ---- | --- |
| 1211         |      |      | Regele ungar Andrei al II-lea a instalat în Țara Bârsei Ordinul Cavalerilor Teutoni pentru a opri invaziile cumanilor din Câmpia Dunării în Transilvania. |
| 1213         |      |      | O armată de vlahi, sași transilvăneni și pecenegi, conduși de Ioachim de Sibiu îi atacă pe bulgarii și cumanii din Vidin. |
| 1218-1241    |      |      | Statul vlaho-bulgar a atins apogeul puterii sale în timpul lui Ioan Asan al II-lea. |
| 1230         |      |      | "Aventura 22" a Cântecului Nibelungilor menționează că un anume duce Ramunnch din Valahia a fost prezent la nunta lui Attila cu 700 de călăreți ce galopau "iute ca niște păsări zburătoare".                                                                                          |
| 1241         |      |      | Cronica persană Jāmiʿ al-Tawārīkh menționează conducături din Valahia ca Bezerenbam și Mișelav și țara "Ilaut". |
| 1247         |      |      | Conform diplomei acordate cavalerilor ioaniți de către Bela al IV-lea, ființau formațiunile prestatale românesti: Banatul de Severin, voievodatele lui Litovoi și Seneslau și cnezatele lui Ioan și Farcaș. Seneslau și Litovoi sunt menționați în mod expres ca fiind vlahi (olati).. |
| 1277-1279    |      |      | Litovoi și fratele său Bărbat se ridică împotriva suzeranității maghiare, dar rebeliunea eșuează, Litovoi este ucis, Bărbat este luat ostatic și răscumpărat pentru o sumă mare. |
| 1288         |      |      | Prima dietă transilvană. |
| 1291         |      |      | Țara Făgărașului îsi pierde autonomia; astfel, se desfășoară descălecatul lui Negru-Vodă, care se instalează la sud de Carpați, la Câmpulung. |
| Secolul XIII |      |      | Teritoriul danubiano-pontic este preluat sub stăpânirea Asăneștilor și Țaratului Bulgar. |
| Secolul XIII |      |      | Simon de Keza menționează în Gesta Hunnorum et Hungarorum că vlahii au rămas în Pannonia. |
| Secolul XIII |      |      | Dinastia Asen despre care se spune că aveau origini vlahe au fondat Al doilea Imperiu Bulgar. |

## Secolul XIV
| Anul        | Data                | Poză | Informație |
| ----------- | ------------------- | ---- | --- |
| 1310-1352   |                     |      | Domnia lui Basarab I. |
| 1330        |                     |      | Din cauza neînțelegerilor în privința Banatului de Severin, are loc confruntarea de la Posada dintre Basarab și regele Ungariei, Carol Robert de Anjou. Basarab câștigă bătălia.                                                                   |
| 1352-1364   |                     |      | Domnia lui Nicolae Alexandru. |
| 1352-1353   |                     |      | Ca urmare a victoriilor obținute împotriva mongolilor cu sprijinul populației locale, s-a constituit marca militară de graniță, cu centrul la Baia, condusă de voievodul maramureșean Dragoș. Se naște statul Moldova, dependent de Regatul Ungar. |
| 1359        |                     |      | Descălecatul lui Bogdan de Maramureș; acesta se revoltă împotriva Coroanei Maghiare și înlătură suzeranitatea maghiară asupra Moldovei. |
| 1359        |                     |      | Voievodul Nicolae Alexandru, care își asumă titlul de autocrat, întemeiază Curtea de Argeș, prima Mitropolie a Țării Românești, dependentă de Patriarhia de la Constantinopol.                                                                     |
| 1369-1377   |                     |      | Domnia lui Latcu continuă politica de independență a statului și menține legătura cu Papalitatea. |
| 1370        |                     |      | Al doilea scaun mitropolitan a fost întemeiat de domnitorul Vladislav Vlaicu. |
| 1377-1392   |                     |      | Domnia lui Petru Mușat. |
| 1386-1418   |                     |      | Domnia lui Mircea cel Bătrân. |
| 1387        |                     |      | Petru Mușat depune omagiu regelui polonez Vladislav Jagello. |
| 1388        |                     |      | Mircea cel Bătrân preia Dobrogea. |
| 1389        |                     |      | Încheie tratatul cu Polonia. Participă la Bătălia de la Kosovo Polje. |
| 1392-1394   |                     |      | Domnia lui Roman I: Moldova devine stat riveran Mării Negre. |
| 1395        | 7 martie            |      | Mircea încheie tratat cu Ungaria regelui Sigismund de Luxemburg care reprezintă Alianța Antiotomană. |
| 1394/1395   | 30 noiembrie/17 mai |      | Bătălia de la Rovine; Mircea învinge expediția condusă de otomani. |
| 1395        |                     |      | Mircea își recuperează tronul după ce îl înlătură pe Vlad Uzurpatorul. |
| 1396        |                     |      | Mircea participă la cruciada de la Nicopole, care se soldează cu înfrângerea creștinilor. |
| secolul XIV |                     |      | Așezăminte valahe au existat pe teritoriul Croației, dar ale populației erau adunate mai mult în jurul munților Velebit și Dinara și de-a lungul râurilor Krka și Cetina.                                                                          |

## Secolul XV
| Anul      | Data          | Poză | Informație |
| --------- | ------------- | ---- | --- |
| 1402      |               |      | Mircea se implică în lupta pentru tron dintre fii sultanului Baiazid, capturat de mongoli. |
| 1420      |               |      | Mircea acceptă plata tributului și pierde Dobrogea. |
| 1437      |               |      | Răscoala de la Bobâlna erupe. |
| 1441-1456 |               |      | Domnia voievodului Ioan de Hunedoara (Iancu de Hunedoara). |
| 1443-1444 |               |      | Conduce „campania cea lungă” de la sudul Dunării împotriva turcilor. |
| 1444      |               |      | Turcii câștigă bătălia de la Varna, regele maghiar este ucis, iar Iancu va deveni guvernator al Ungariei. |
| 1448      |               |      | Iancu organizează o nouă cruciadă la Kosovo Polje, care se soldează cu victoria otomanilor din cauza trădării despotului sârb.                                                                                           |
| 1448      |               |      | Prima domnie a lui Vlad Țepeș. |
| 1456      | 4-21 iulie    |      | Iancu de Hunedoara apără cetatea Belgradului cu succes împotriva asediatorilor otomani. |
| 1456      | 11 august     |      | Iancu de Hunedoara moare de ciumă în tabăra de la Zemun. |
| 1456-1462 |               |      | A doua domnie a lui Vlad Țepeș. |
| 1457-1504 |               |      | Domnia lui Ștefan cel Mare. |
| 1459      | 4 aprilie     |      | Prin tratatul de la Overchelăuți, Ștefan îl recunoaște drept suzeran pe regele Poloniei, Cazimir al IV-lea. |
| 1462      | 16/17 iunie   |      | Atacul de noapte de la Târgoviște organizat de Vlad. Este trădat de boieri, Radu cel Frumos preia domnia, Vlad se auto-exilează in Transilvania și este închis până în 1475 în Ungaria din ordinul regelui Matia Corvin. |
| 1465      |               |      | Ștefan recucerește cetatea Chilia de la unguri. |
| 1465      | 14 octombrie  |      | Radu cel Frumos emite un document din reședința sa din București. |
| 1467      | 15 decembrie  |      | Matia Corvin organizează o campanie în Moldova soldată cu Bătălia de la Baia. |
| 1471      |               |      | Ștefan intervine în Țara Românească unde îl instalează ca domn pe Laiotă Basarab, înlăturându-l pe Radu cel Frumos. |
| 1475      | 10 ianuarie   |      | Bătălia de la Vaslui/Podul Înalt: victorie lui Ștefan cel Mare obținută în fața armatei otomane. |
| 1475      | 12 iulie      |      | Ștefan încheie cu Matia Corvin un tratat antiotoman. |
| 1476      | 26 iulie      |      | Bătălia de la Războieni: Ștefan pierde bătălia în fața otomanilor. |
| 1476      |               |      | Ultima domnie a lui Vlad Țepeș; este ucis într-un complot. |
| 1476      |               |      | Cronicarul polonez Jan Długosz menționează faptul că moldovenii și valahii „împărtășesc aceeași limbă și obiceiuri”. |
| 1484      |               |      | Turcii cuceresc cetățile Chilia și Cetatea Albă. |
| 1485-1486 |               |      | Ultimele confruntări cu turcii la Catlabuga și Scheia. |
| 1485      | 15 septembrie |      | Ștefan depune jurământul de vasalitate în fața regelui polonez, la Colomeea. |
| 1497      |               |      | Bătălia de la Codrii Cosminului soldată cu victoria lui Ștefan în fața polonezilor. |
| 1499      | 12 iulie      |      | Semnarea tratatului de pace dintre Moldova și Polonia. |

## Secolul XVI
| Anul      | Data                | Poză | Informație |
| --------- | ------------------- | ---- | --- |
| 1504      | 2 Iulie             |      | Ștefan cel Mare moare. |
| 1521      |                     |      | Scrisoarea lui Neacșu este unul dintre cele mai vechi documente scrise cunoscute ale limbii române. |
| 1531      |                     |      | Polonia recucerește Pocuția, după Bătălia de la Obertyn |
| 1532      |                     |      | Francesco della Valle consemnează că: "ei se numesc Romei în limba lor" ("si dimandano in lingua loro Romei") și, menționează expresia "Știi Românește"? ("se alcuno dimanda se sano parlare in la lingua valacca, dicono a questo in questo modo: Sti Rominest ? Che vol dire: Sai tu Romano?"). |
| 1534      |                     |      | Tranquillo Andronico remarcă faptul că ""Vlahii acum se numesc între ei Români (Valachi nunc se Romanos vocant). |
| 1542      |                     |      | Secuiul Transilvănean Johann Lebel notează că "Vlahii se numesc între ei Romuini". |
| 1554      |                     |      | Cronicarul polonez Stanislaw Orzechowski menționează faptul că "în limba lor, vlahii își spun romini". |
| 1563      |                     |      | O carte a Faptelor Apostolilor este tipărită de către Coresi în limba română, scrisă cu alfabetul chirilic. |
| 1570      |                     |      | Croatul Ante Verančić specifică faptul că "vlahii din Transilvania, Moldova și Transalpina se numesc romani". |
| 1574      |                     |      | Pierre Lescalopier menționează că"cei care trăiesc în Moldova, Valahia și marea parte a Transilvaniei se consideră a fi descendenții romanilor și își numesc limba ca fiind română". |
| 1575      |                     |      | Ferrante Capecci, după ce a călătorit prin Valahia, Transilvania și Moldova menționează că locuitorii acestor ținuturi sunt numiți "romanesci". |
| 1580      |                     |      | Palia de la Orăștie este cea mai veche traducere în limba română a Pentateuhului. |
| 1593-1601 |                     |      | Domnia lui Mihai Viteazul. |
| 1594      | 13 noiembrie        |      | Mihai ajunge domn cu ajutorul creditorilor levantini. Este declanșată lupta antiotomană prin suprimarea creditorilor și a garnizoanei turcești la București, iar cetățile turcești de la Dunăre sunt atacate.                                                                                     |
| 1595      | 20 mai              |      | Mihai, încheie un tratat cu Sigismund Bathory, principele Transilvaniei. Tratatul este semnat de o delegație la Alba Iulia, Mihai devenind înlocuitorul lui Sigismund in Țara Românească, fiind acceptat ca domnitor muntean.                                                                     |
| 1595      | 23 august           |      | Bătălia de la Călugăreni; Mihai obține victoria în fața armatei otomane conduse de Sinan Pașa, dar turcii ocupă ulterior Bucureștiul și Târgoviștea. |
| 1595      | 15-20 octombrie     |      | Bătălia de la Giurgiu. |
| 1597      |                     |      | Țara Românească încheie tratatul de pace cu Imperiul Otoman. Mihai e recunoscut ca domnitor pe viață, tributul se reduce la jumătate și se acceptă suzeranitatea otomană. |
| 1598      | 30 mai              |      | La Mănăstirea Dealu, Mihai încheie tratatul de alianță cu împăratul habsburgic Rudolf al II-lea. |
| 1599      | 28 octombrie        |      | Bătălia de la Șelimbăr se soldează cu victoria lui Mihai, Andrei Bathory este ucis. |
| 1599      | 1 noiembrie         |      | Intrarea triumfală în Alba-Iulia. |
| 1600      |                     |      | Ieremia Movilă este alungat de pe tronul Moldovei de către oștirile muntene care au pătruns în Moldova și cuceresc orașele moldovene. |
| 1600      | septembrie          |      | Nobilimea maghiară, sprijinită de generalul austriac Gheorghe Basta se revoltă împotriva lui Mihai. |
| 1600      | 28 septembrie       |      | În urma pierderii bătăliei de la Mirăslău, Mihai pierde Ardealul. |
| 1600      | octombrie-noiembrie |      | După ce Mihai pierde și Moldova, trupele poloneze pătrund în Țară Românească și îl înving pe Mihai la Bucov și Curtea de Argeș. Este înlăturat și înlocuit de Simion Movilă. |

## Secolul XVII
| Anul      | Data     | Poză | Informație |
| --------- | -------- | ---- | --- |
| 1601      | 3 august |      | Cu ajutorul împăratului austriac și sprijinul lui Basta, Mihai învinge forțele maghiare conduse de Sigismund Bathory în Bătălia de la Guruslău. |
| 1601      | 9 august |      | Mihai Viteazul este asasinat de către generalul Basta pe Câmpia Turzii.                                                                         |
| 1680-1688 |          |      | Domnia lui Șerban Cantacuzino în Țara Românească.                                                                                               |
| 1688-1714 |          |      | Domnia lui Constantin Brâncoveanu în Țara Românească.                                                                                           |

## Secolul XVIII
| Anul      | Data | Poză | Informație |
| --------- | ---- | ---- | --- |
| 1710-1711 |      |      | Domnia lui Dimitrie Cantemir în Moldova. |
| 1711      |      |      | Instaurarea domniilor fanariote. |
| 1714      |      |      | Constantin Brâncoveanu a fost executat pe 15 / 26 august, împreună cu cei patru fii ai săi (Constantin, Ștefan, Radu și Matei) și cu sfetnicul Ianache Văcărescu.                                                            |
| 1750      |      |      | Apariția și dezvoltarea conștiinței naționale. |
| 1775      |      |      | Imperiul Habsburgic anexează Bucovina. |
| 1769      |      |      | Partida națională condusă de mitropolitul Gavriil Callimachi al Moldovei propune instaurarea unei republici aristocrate conduse de 12 mari boieri în Moldova.                                                                |
| 1730-1769 |      |      | Domnia lui Constantin Mavrocordat în Moldova și alternativ în Țara Românească: prin aprobarea Porții, a aplicat programul de reorganizare a instituțiilor fiscale, administrative și judiciare pentru modernizarea statului. |
| 1746/1749 |      |      | Șerbia a fost desființată in Țara Românească și Moldova. Foștii șerbi au devenit clăcași, liberi din punct de vedere juridic, dar lipsiți de pământ.                                                                         |
| 1780      |      |      | Primul cod de legi fanariot tipărit din inițiativa lui Alexandru Ipsilanti. |
| 1785      |      |      | Iobăgia a fost desființată oficial în Transilvania. |

## Secolul XIX
| Anul      | Data                     | Poză | Informație |
| --------- | ------------------------ | ---- | --- |
| 1812      |                          |      | Rusia anexează Basarabia. |
| 1821      |                          |      | Revoluția lui Tudor Vladimirescu: programul mișcării cuprindea Cererile Norodului Românesc; se dorea alungarea grecilor și fanarioților. |
| 1821      | 28 mai                   |      | Tudor Vladimirescu este executat de către eteriști. |
| 1821-1822 |                          |      | Boierii au redactat 75 de memorii și proiecte de reformă înaintate rușilor, turcilor și austriecilor, cerănd recunoașterea drepturilor naționale și reacordarea dreptului de a avea domni pământeni. |
| 1822      | septembrie               |      | Poarta Otomană acceptă înlocuirea fanarioților, numindu-l pe Grigore Ghica ca domn al Țării Românești si pe Ioniță Sandu Sturdza ca domn al Moldovei. |
| 1822      |                          |      | Ionică Tăutu a redactat Constituția Cărvunarilor. |
| 1826      |                          |      | Dinicu Golescu în lucrarea "Însemnare a calatoriei mele", susține unirea tuturor provinciilor românești. |
| 1831-1832 | 1 iulie-1 ianuarie       |      | Regulamentele organice intră în vigoare în țăriile române. |
| 1838      |                          |      | Gruparea Națională din Țara Românească din jurul lui Ion Câmpineanu a elaborat doua documente referitoare la organizarea Țării Românești- Actul de Unire și Independență: cere înlaturarea suzeranității otomane și protectoratului țarist, unirea principatelor și alegerea unui domn ereditar și Osabitul act de numire a suveranului românilor. |
| 1843      |                          |      | Societatea secreta Frația programeaza obiective precum unirea principatelor, independența acestora, emanciparea clăcașilor și egalitatea socială în fața legii. |
| 1848      |                          |      | Revoluțiile din Țăriile Romane - opera intelectualilor pașoptiști care doreau unirea principatelor și independența. |
| 1848      | 27 martie                |      | Petițiunea Proclamațiune de la Iași: desființarea cenzurii, funcții acordate după merit, reforma școlilor, securitate personală, desființarea pedepselor corporale. |
| 1848      | 3-5 mai                  |      | Petiția Natională de la Blaj - Transilvania: asigurarea libertății, școlile românești, egalitatea religioasă și etnică, desființarea iobăgiei, respingerea anexării Transilvaniei de către Ungaria. |
| 1848      | 12 mai                   |      | "Prințipiile noastre" pentru reformarea patriei de la Brașov: unirea principatelor, egalitatea socială, desființarea privilegiilor. |
| 1848      | 20 mai                   |      | Petiția Țării de la Cernăuți: autonomie și desființarea clăcii. |
| 1848      | 30 mai                   |      | Dieta de la Cluj a votat pentru anexarea Transilvaniei de către Ungaria. |
| 1848      | 9 iunie                  |      | Proclamatia de la Izlaz: se cerea independența și unirea principatelor, emanciparea clăcașilor, dezrobirea țiganilor, alegerea unui domn. |
| 1848      | 15 iunie                 |      | Petiția Neamului Românesc din Ungaria și Banat: autonomia și oficializarea limbii române, egalitatea socială, libertatea presei, libertatea întrunirilor. |
| 1848      | 9/21 iunie               |      | Comitetul revoluționar de la Izlaz emite principiile. |
| 1848      | 14/26 iunie              |      | Instaurarea unui guvern provizoriu la București. |
| 1848      | iulie                    |      | Instaurarea Locotenenței Domnești formată din Ion Heliade Rădulescu, Nicolae Golescu , Christian Tell și de un caimacan. |
| 1848      | septembrie               |      | Rușii au instituit controlul asupra Țării Romănești și asupra Moldovei. |
| 1848      | 13 octombrie             |      | Armata otomană a intrat în București. |
| 1849      |                          |      | Formarea gărzilor militare românești sub conducerea lui Avram Iancu și Axente Sever, armata română lupta împotriva habsburgilor și împotriva maghiarilor. |
| 1849      | aprilie-iulie            |      | Nicolae Bălcescu face concilierea dintre guvernul maghiar și Avram Iancu. |
| 1849      | 1 mai                    |      | Convenția de la Balta Liman îngrădește autonomia interna a Principatelor. Adunările obsesti sunt dizolvate și înlocuite cu adunări boierești. |
| 1849      | august                   |      | Forțele austrieci și rusești au învins armata maghiară la Siria lăngă Arad, punănd capăt revoluției din Transilvania. |
| 1856      | 30 martie                |      | Dupa Războiul Crimeei, Prevederile Tratatului de la Paris au influentat dezvoltarea politică a Principatelor ramase tot sub suzeranitate colectiva a mariilor puteri. |
| 1857      |                          |      | Alegerea adunărilor ad-hoc în Moldova și Țara Românească. |
| 1857      | octombrie                |      | Cele două adunări au elaborat rezoluții prin care cereau unirea, autonomia și o garantare colectivă a noii ordini de către mariile puteri. |
| 1858      |                          |      | Comisia de anchetă a prezentat raportul său către marile puteri asupra dorințelor românilor, exprimate prin adunările ad-hoc. |
| 1858      | 19 august                |      | Mariile Puteri au semnat la Convenția de la Paris cu scopul de a oferi Principatelor o organizare definitivă. |
| 1859      | 5/17 ianuarie            |      | Unioniștii moldoveni au impus cu ușurință candidatura la domnie a colonelului Alexandru Ioan Cuza care a fost ales domn în unanimitate. |
| 1859      | 24 ianuarie/5 februarie  |      | Alexandru Ioan Cuza a fost ales domn și în Țara Românească, realiandu-se unirea principatelor, punând bazele statului național modern român. |
| 1859      | 22 noiembrie/4 decembrie |      | Recunoașterea unirii în cadrul conferinței de la Instanbul de către marile puteri, exceptând Austria și Imperiul Otoman. |
| 1859      | 11/23 decembrie          |      | Cuza proclamă înfăptuirea unirii depline și nașterea națiunii române. |
| 1862      | 22 ianuarie              |      | S-a format primul guvern unic al Principatelor Unite, condus de conservatorul Barbu Catargiu. |
| 1862      | 24 ianuarie              |      | Parlamentul unic își va deschide lucrarile, București devine capitala statului. |
| 1863-1865 |                          |      | Cuza îi încredințează conducerea guvernului de orientare liberală lui Mihail Kogălniceanu. |
| 1864      | 2/14 mai                 |      | Cuza dizolvă adunarea. |
| 1863      |                          |      | Suprafețele agricole sunt transferate sub controlul statului. |
| 1864      | 14/26 august             |      | Legea Rurală recunoaște drepturile depline de proprietate ale clăcașilor asupra pământului pe care îl aveau. Este promulgată Legea Învățământului General. |
| 1864      | 1 decembrie              |      | S-a înființat Casa de Economii si Consemnațiuni. |
| 1865      |                          |      | Codul Civil asigură individului libertatea personală, egalitatea cetățenilor în fața legii și apărarea proprietății private. |
| 1860-1864 |                          |      | Înființarea primelor universități la Iași și la București. |
| 1866      | 11/23 februarie          |      | Monstruoasa Coaliție cere abdicarea lui Cuza de la tron. |
| 1866      | 10 mai                   |      | Aducerea la tronul României a prințului Carol de Hohenzollern-Sigmaringen. |
| 1866      | 1 iulie                  |      | Adoptarea și promulgarea primei constituții. |
| 1875      | 24 mai                   |      | Fondarea Partidului Liberal. |
| 1877      | 30 aprilie/12 mai        |      | Parlamentul român a adoptat și ratificat convenția acceptată de Rusia și a declarat război Imperiului Otoman. |
| 1877      | 9/21 mai                 |      | Ministrul de externe, Mihail Kogălniceanu, a adoptat o rezoluție care confirmă independența țării. |
| 1877      | 26 aprilie               |      | Bateriile de artilerie de la Calafat au replicat, bombardând Vidinul. A doua zi, Poarta suspendă legaturile diplomatice cu România. |
| 1877      | 30 august                |      | Asediul Plevnei, fiind cucerită reduta Grivita I, armata română suferind pierderi de 1000 de soldați, în luptă murind și maiorul George Sontu și căpitanul Valter Mărăcineanu. |
| 1877      | 9 noiembrie              |      | Un nou atac prin încercuire a Plevnei. Fortele române, pentru a întări blocada, au cucerit reduta Rahova. |
| 1877      | 28 noiembrie             |      | Osman Pasa s-a predat dupa 3 luni de asediu. |
| 1878      | 19 februarie/3 martie    |      | Prin tratatul semnat la San Ștefano, este recunoscută independența României. |
| 1878      | 1 iunie-1 iulie          |      | Congresul de la Berlin. |
| 1880      | 3/15 februarie           |      | Fondarea Partidului Conservator. |
| 1881      | 14/26 martie             |      | Proclamarea României ca regat și încoronarea lui Carol ca rege. |
| 1883      | 18/30 octombrie          |      | Aderarea României la Tripla Alianță. |
| 1889      |                          |      | România a aderat la Uniunea Monetară Latină. Uniunea Monetară Latină s-a autodizolvat la 1 ianuarie 1927. |

## Secolul XX
| Anul      | Data                       | Poză | Informație |
| --------- | -------------------------- | ---- | --- |
| 1914      | 21 iulie/3 august          |      | Poziția oficială de război a fost stabilită la Consiliul de Coroană de la Sinaia, adoptându-se politica de neutralitate. |
| 1914      | 27 septembrie/10 octombrie |      | Ion I.C. Brătianu preia responsabilitatea politicii externe. |
| 1915-1916 |                            |      | Prin intermediul lui Brătianu, România aderă la Antanta și declară razboi Germaniei și Austro-Ungariei. Armatele germane și austriece ocupă o porțiune mare din România. |
| 1917      | aprilie                    |      | Formarea Partidului Național Moldovenesc la Chișinău. |
| 1917      | iulie                      |      | Generalul Averescu a pornit ofensiva de lăngă Mărăști. |
| 1917      | 6/19 august                |      | Luptele de la Mărășești. |
| 1917      | 8 octombrie                |      | Congresul ostașilor moldoveni a proclamat autonomia Basarabiei. |
| 1917      | 2-6 noiembrie              |      | Congresul de constituire al Sfatului Țării. |
| 1917      | 2 decembrie                |      | Proclamarea Republicii Democrate Moldovenești. |
| 1918      | 12 ianuarie                |      | Armata română a trecut Prutul și a restabilit ordinea în Basarabia. |
| 1918      | 23/24 ianuarie             |      | Sfatul Țării de la Chișinău a proclamat independența Republicii Democratice Moldovenești și separarea ei de Rusia. |
| 1918      | 9 aprilie                  |      | Sfatul Țării a votat unirea Basarabiei cu România. |
| 1918      | 7 mai                      |      | În urma revoluției bolșevice, România devine dependentă politic și economic de Puterile Centrale după ce guvernul Marghiloman a semnat tratatul de la București. |
| 1918      | octombrie                  |      | În Bucovina s-a constituit Consiliul Național Român. |
| 1918      | 9 octombrie                |      | Consiliul Național Român cere dreptul la suveranitate. |
| 1918      | 14/27 octombrie            |      | Constituirea Adunării Constituante. |
| 1918      | 28 octombrie/10 noiembrie  |      | Regele Ferdinand a ordonat armatei să reintre în război. |
| 1918      | 30-31 octombrie            |      | S-a constituit la Arad Consiliul Național Român Central. |
| 1918      | 7 noiembrie                |      | CNRC a publicat textul convocării la Alba Iulia a Adunării Naționale a românilor. |
| 1918      | 9/10 noiembrie             |      | CNRC a adresat guvernului maghiar o notă ultimativă, cerând puterea de guvernare. |
| 1918      | 12 noiembrie               |      | Consiliul Național Român a stabilit instituțiile Bucovinei. |
| 1918      | 18 noiembrie               |      | În Transilvania, Alexandru Vaida-Voievod a prezentat Declarația de Autodeterminare în Parlamentul Ungariei. |
| 1918      | 28 noiembrie               |      | Congresul General al Bucovinei votează unirea cu România. |
| 1918      | 1 decembrie                |      | Regele Ferdinand intră în București în fruntea trupelor sale. |
| 1918      | 1 decembrie                |      | S-a desfășurat Marea Adunare Națională la Alba Iulia care hotărăște unirea Transilvaniei cu România. |
| 1919      | 29 decembrie               |      | Parlamentul României votează legile de ratificare ale unirii. |
| 1922      | 15 octombrie               |      | Ferdinand și Maria sunt încoronați la Alba-Iulia. |
| 1923      | 27 martie                  |      | Este adoptată Constituția care consființește unirea. |
| 1927      | 20 iulie                   |      | Regele Ferdinand moare. |
| 1930      |                            |      | Carol al II-lea este încoronat. Instaurează un regim autoritar. |
| 1938      | 10 februarie               |      | Carol al II-lea a desființat partidele politice. Impune noua constituție. |
| 1940      |                            |      | Forțat de presiunea politică a Uniunii Sovietice, Germaniei hitleriste, Bulgariei și a Ungariei horthyste să cedeze părți din teritoriul României Întregite, Carol a acceptat în consiliul de coroană cedarea teritoriilor și a fost obligat de opoziție să abdice în favoarea administrației pro-germane a generalului Ion Antonescu și în favoarea fiului său Mihai, stabilindu-se în final în Portugalia. |
| 1941      | 22 iunie                   |      | Regele Mihai și Ion Antonescu au proclamat începerea războiului pentru eliberarea Basarabiei și Bucovinei de nord de sub dominația sovietică. |
| 1942      |                            |      | Trupele române au luat parte la ofensiva germană pe frontul de est. |
| 1944      | 23 august                  |      | Mareșalul Ion Antonescu este arestat la ordinul regelui dupa ce refuză încheierea armistițiului cu Aliații. |
| 1944      | 31 august                  |      | Armata Roșie ocupă Bucureștiul. |
| 1945      | 6 martie                   |      | URSS impune guvernul Petru Groza. Legea colectivizării agrare. |
| 1945      | 23 august                  |      | Începutul grevei regale. |
| 1946      | 19 noiembrie               |      | Falsificarea alegerilor de câtre PCR. |
| 1947      | 29 iulie                   |      | Dizolvarea PNT. |
| 1947      | 30 decembrie               |      | Abdicarea regelui Mihai. Este proclamată Republica Populară Română. |
| 1948      | 3 februarie                |      | PCR își schimbă denumirea în PRM. |
| 1948      | 13 aprilie                 |      | Adoptarea noii constituții. |
| 1948      | 11 iunie                   |      | Legea privind naționalizarea principalelor mijloace de producție. |
| 1949      | 23 mai                     |      | Înființarea CAER. |
| 1947-1965 |                            |      | Regimul lui Gheorghe Gheorghiu Dej. |
| 1958      |                            |      | Retragerea trupelor sovietice din România. |
| 1960-1965 |                            |      | Îndepărtarea de Moscova. |
| 1962      |                            |      | Încheierea procesului de colectivizare agrară. |
| 1965      |                            |      | Moare Georghe Gheorghiu-Dej. PMR revine la denumirea initiala de PCR. |
| 1965-1989 |                            |      | Regimul lui Nicolae Ceaușescu. |
| 1965      |                            |      | Prin noua constituție este proclamată Republica Socialistă România. |
| 1967      |                            |      | Ceaușescu devine președintele Consiliului de Stat. |
| 1968      |                            |      | Ceaușescu condamnă intervențiile sovietice în Cehoslovacia. Plenara CC al PCR reabilitează victimele terorii staliniste din timpul lui Dej. |
| 1974      | 26 martie                  |      | Ceaușescu devine primul președinte al României. |
| 1977      | 4 martie                   |      | Devastator cutremur de pământ |
| 1977      | 1-3 august                 |      | Greva minerilor din Valea Jiului |
| 1987      | 15 noiembrie               |      | Manifestarea muncitorilor de la Uzina Steagul Roșu din Brașov. |
| 1989      | 16 decembrie               |      | Începutul Revoluției la Timișoara. |
| 1989      | 21 decembrie               |      | Începutul Revoluției la București. |
| 1989      | 22 decembrie               |      | Fuga și arestarea lui Ceaușescu. Constituirea FSN. |
| 1989      | 25 decembrie               |      | Execuția soțiilor Ceaușescu. |
| 1989      | 26 decembrie               |      | Este numit guvernul provizoriu Petre Roman. |
| 1989      | 31 decembrie               |      | Decretul de funcționare a partidelor politice. |
| 1990      | 11 martie                  |      | Proclamația de la Timisoara. |
| 1990      | 13-15 iunie                |      | Mineriada din Piața Universității. |
| 1990      | 20 mai                     |      | Primele alegeri libere sunt căștigate de FSN și Ion Iliescu. |
| 1991      | 8 decembrie                |      | Referendum pentru noua constituție. |
| 1992      | 11 octombrie               |      | Alegerile sunt câștigate de Ion Iliescu și PDSR. |
| 1996      | 17 noiembrie               |      | Alegerile sunt câștigate de Emil Constantinescu și CDR. |
| 2000      | noiembrie                  |      | Alegerile sunt câștigate de PSD și Iliescu. |

## Secolul XXI
| Anul | Data             | Poză | Informație |
| ---- | ---------------- | ---- | --- |
| 2004 | 29 martie        |      | România accede, alături de alte șase țări europene, în Organizația Tratatului Atlanticului de Nord. |
| 2004 |                  |      | Alegerile sunt castigate de Traian Băsescu si alianța D.A. |
| 2004 | 24 mai           |      | 18 oameni sunt uciși și 13 grav răniți în explozia unui camion încărcat cu 20 de tone de azotat de amoniu. |
| 2007 | 1 ianuarie       |      | România devine, alături de Bulgaria, membră UE cu drepturi depline. |
| 2007 | 19 mai           |      | Referendumul pentru demiterea președintelui României este invalidat de peste 70% din alegătorii prezenți la vot. |
| 2008 |                  |      | Alegerile legislative sunt căștigate de PDL și PSD. |
| 2009 | 6 decembrie      |      | Alegerile prezidențiale sunt căștigate de Băsescu. |
| 2010 | 6 mai            |      | Traian Băsescu anunță măsurile de austeritate. |
| 2010 | 23 iunie–5 iulie |      | Cel puțin 23 de persoane își pierd viața în unele din cele mai devastatoare inundații din istoria Moldovei. |
| 2012 | ianuarie         |      | Protestele din Piata Universității împotriva austerității. Guvernul Boc demisionează. |
| 2012 | 6 februarie      |      | Emil Boc demisionează din funcția de prim-ministru al României după o lună de proteste violente soldate cu zeci de răniți. |
| 2012 | 29 iulie         |      | Criza politică din vara lui 2012 atinge apogeul cu referendumul pentru demiterea președintelui României, invalidat de CCR din cauza prezenței scăzute la vot. |
| 2012 | decembrie        |      | USL căștigă alegerile legislative. |
| 2013 | 1 septembrie     |      | Începe "Toamna românească", cea mai amplă mișcare de protest de la Revoluția din 1989 încoace. Protestele îl vizează pe prim-ministrul Victor Ponta, blamat pentru plagierea tezei sale de doctorat, pozițiile sale în legătură cu Proiectul Roșia Montană și gazele de șist, dar și pentru inițiativele eșuate de a modifica Constituția. |
| 2014 | 21 decembrie     |      | Klaus Iohannis ocupă funcția de Președinte al României după câștigarea alegerilor prezidențiale. |
| 2015 | 30 octombrie     |      | Incendiul din clubul Colectiv |
| 2020 | 26 februarie     |      | Primul caz de infecție cu COVID-19 a fost confirmat, ce a marcat începerea pandemiei de SARS-CoV2 în România |
| 2024 | 1 decembrie      |      | Au avut loc Alegerile parlamentare în România, 2024 ce au rezultat intr-o coaliție guvernamentală între PSD și PNL (Coaliția Națională pentru România) deoarece nici un partid nu a obținut majoritatea în alegeri |
| 2024 | 6 decembrie      |      | Turul doi al Alegeri prezidențiale în România, 2024 între Călin Georgescu și Elena Lasconi a fost anulat de Curtea Constituțională a României pe motivul interferențelor străine în cursul alegerilor sprijinindu-l pe Georgescu prin propagandă pe rețelele sociale și presupuse donații ilegale și nedeclarate pentru campania acestuia. |
| 2025 | 1 ianuarie       |      | România împreună cu Bulgaria sunt admise Spațiul Schengen la 17 ani după aderarea la Uniunea Europeană după negocieri cu Austria ce își menținea dreptul de veto chiar daca Comisia Europeană a concluzionat că cele două țări indeplinesc toate condițiile aderării.                                                                      |
| 2025 | 12 februarie     |      | Klaus Iohannis a demisionat din funcție după ce mandatul acestuia expirase, urmând să fie înlocuit de Președintele Senatului României Ilie Bolojan ca președinte interimar până la desfășurarea alegerilor prezidențiale. |
| 2025 | 18 mai           |      | Turul doi al Alegerilor prezidențiale în România, 2025 a fost câștigat de indepedentul Nicușor Dan care a obținut 53,6% din voturi învingându-l pe contracandidatul acestuia George Simion. |